# 1967 v letectví
Tento článek obsahuje seznam událostí souvisejících s letectvím, které proběhly roku 1967.

## Události

### Duben
- 28. dubna – Douglas Aircraft Company a McDonnell Aircraft Corporation se slučují a vytváří McDonnell Douglas.

### Červen
- 5.–10. června – Šestidenní válka mezi Izraelem a jeho arabskými sousedy. Izraelské vojenské letectvo preventivním úderem zničilo první den polovinu Egyptského letectva. Po šesti dnech konfliktu přišly arabské státy o 452 letadel a Izrael o 46 letadel.

### Říjen
- 3. října – William J. Knight dosahuje s North American X-15 nového světového rychlostního rekordu Mach 6,72 (4 543 mil/hod, 7 297 km/h). Je to nejvyšší rychlost, které X-15 dosáhne.

## První lety

### Leden
- 4. ledna – Taylor Titch, G-ATYO

### Únor
- 8. února – Saab Viggen
- 10. února – Dornier Do 31

### Březen
- 1. března – MBB 223 Flamingo
- 3. března – Berijev Be-30

### Duben
- 7. dubna – SA.340, prototyp vrtulníku Aérospatiale Gazelle[1]
- 8. dubna – Beagle Pup
- 9. dubna – Boeing 737
- 21. dubna – Rollason Beta

### Květen
- Fokker F28
- 12. května – Aermacchi AM-3

### Červen
- 10. června – MiG-23, prototyp 23-11/1

### Červenec
- 2. července – Suchoj T-6-1 (první prototyp letounu Suchoj Su-24)

### Srpen
- 18. srpna – Handley Page Jetstream

### Září
- 5. září – Iljušin Il-18D (OK-WAI)
- 8. září – Westland Sea King, prototyp britského protiponorkového vrtulníku[2]
- 21. září – Lockheed AH-56 Cheyenne

### Říjen
- 5. října – Shin Miewa SS-2
- 17. října – Zlín Z-42
- 26. října – BAC Strikemaster

### Listopad
- 18. listopadu – Dassault Mirage G